# UFC Fight Night: Maia vs. Shields
UFC Fight Night: Maia vs. Shields（ユーエフシー・ファイトナイト：マイア・バーサス・シールズ、別名UFC Fight Night 29）は、アメリカ合衆国の総合格闘技団体「UFC」の大会の一つ。2013年10月9日、ブラジル・サンパウロ州バルエリのジナーシオ・ジョゼ・コヘイアで開催された。

## 大会概要
本大会ではデミアン・マイアとジェイク・シールズによるウェルター級ワンマッチが組まれた。
キャリア10戦全勝のヤン・カブラル、アラン・パトリック、7戦全勝のギャレット・ワイトリーがUFCデビュー。

### カード変更
負傷などによるカードの変更は以下の通り。
- ホニー・ジェイソン vs. ジェレミー・スティーブンス → UFC Fight Night 32に移動

- ホドリゴ・ダム vs. ハクラン・ディアス → ダムの疾病により中止

## 試合結果

### プレリミナリーカード
第1試合 ライト級ワンマッチ 5分3R
○  アラン・パトリック vs.  ギャレット・ワイトリー ×
1R 3:54 TKO（左フック→パウンド）
第2試合 フライ級ワンマッチ 5分3R
○  クリス・カリアソ vs.  イリアルデ・サントス ×
2R 4:31 TKO（スタンドパンチ連打）
第3試合 ウェルター級ワンマッチ 5分3R
○  ヤン・カブラル vs.  デビッド・ミッチェル ×
3R終了 判定3-0（30-27、30-27、30-27）
第4試合 ウェルター級ワンマッチ 5分3R
○  イゴール・アラウージョ vs.  イルデマール・アルカンタラ ×
3R終了 判定3-0（29-28、29-28、29-28）

### メインカード
第5試合 バンタム級ワンマッチ 5分3R
○  ハファエル・アスンソン vs.  TJ・ディラショー ×
3R終了 判定2-1（28-29、29-28、29-28）
第6試合 ウェルター級ワンマッチ 5分3R
○  ホジマール・パリャーレス vs.  マイク・ピアース ×
1R 0:31 ヒールフック
第7試合 ライトヘビー級ワンマッチ 5分3R
○  ファビオ・マルドナド vs.  ジョーイ・ベルトラン ×
3R終了 判定2-1（28-29、29-28、29-28）
第8試合 94.3kg契約ワンマッチ 5分3R
○  チアゴ・シウバ vs.  マット・ハミル ×
3R終了 判定3-0（30-27、30-27、29-27）
※シウバの体重超過によりライトヘビー級から変更。
第9試合 ウェルター級ワンマッチ 5分3R
○  キム・ドンヒョン vs.  エリック・シウバ ×
2R 3:01 KO（左ストレート）
第10試合 ウェルター級ワンマッチ 5分5R
○  ジェイク・シールズ vs.  デミアン・マイア ×
5R終了 判定2-1（48-47、47-48、48-47）

### 各賞
ファイト・オブ・ザ・ナイト： ハファエル・アスンソン vs. TJ・ディラショー
ノックアウト・オブ・ザ・ナイト： キム・ドンヒョン
サブミッション・オブ・ザ・ナイト： 該当者なし
各選手にはボーナスとして5万ドルが支給された。